# Salma (2013)
Die Dokumentation Salma wurde 2013 von der britischen Filmemacherin Kim Longinotto produziert.

## Inhalt
In Thuvarankurichi, einem kleinen südindischen Dorf, das von Angehörigen der muslimischen Minderheit in Tamil Nadu bewohnt wird, wird Salma von ihrer Familie mit Beginn ihrer Pubertät bis zu ihrer arrangierten Ehe von der Außenwelt abgeschottet. Die bildungshungrige Dreizehnjährige aber widersetzt sich neun Jahre lang der arrangierten Ehe – und wird deshalb in ihrem kargen Zimmer eingeschlossen. Mittlerweile 22 Jahre alt, heiratet Salma einen lokalen Politiker (Malik), bleibt aber eine Gefangene, nun im Haus ihres Mannes. Salmas einzige Lektüre sind die Zeitungsseiten, in die das Gemüse eingewickelt ist. Heimlich geschriebene Gedichte schmuggelt sie mit der Unterstützung ihrer Mutter an einen Verleger. Dieser veröffentlicht Salmas Lyrik: Dadurch ändert sich ihr Leben radikal, und auf Betreiben des Verlegers reist sie zum ersten Mal in ihrem Leben nach Chennai. Als mittlerweile geachtete Dichterin bewirbt sie sich um politische Ämter und inspiriert ihre Schwestern und andere Frauen mit ihrem Streben nach persönlicher Unabhängigkeit.

## Hintergrund
Uraufgeführt wurde Salma am 20. Januar 2013 im Rahmen des Sundance Film Festivals, seine Deutschland-Premiere feierte der Film am 8. Februar 2013 an der Berlinale. Im weltweiten Vertrieb von Women Make Movies, wurde Salma von Vixen Films produziert.

## Auszeichnungen
- 2013: Indisches Filmfestival Stuttgart, German Star of India – Bester Dokumentarfilm

Nominierungen
- 2013: Sundance Film Festival, Grand Jury Prize  für World Cinema Documentary
- 2014: Dhaka International Film Festival, Women Film Maker's Section Award für Best Documentary Award

## Kritiken
„Vor allem die gegenseitige Unterdrückung der Frauen erhält den Status quo. In Salma wird das Leben muslimischer Frauen nicht etwa exotisiert, sondern unaufgeregt und mit großem Respekt erzählt.“